# 噪音污染

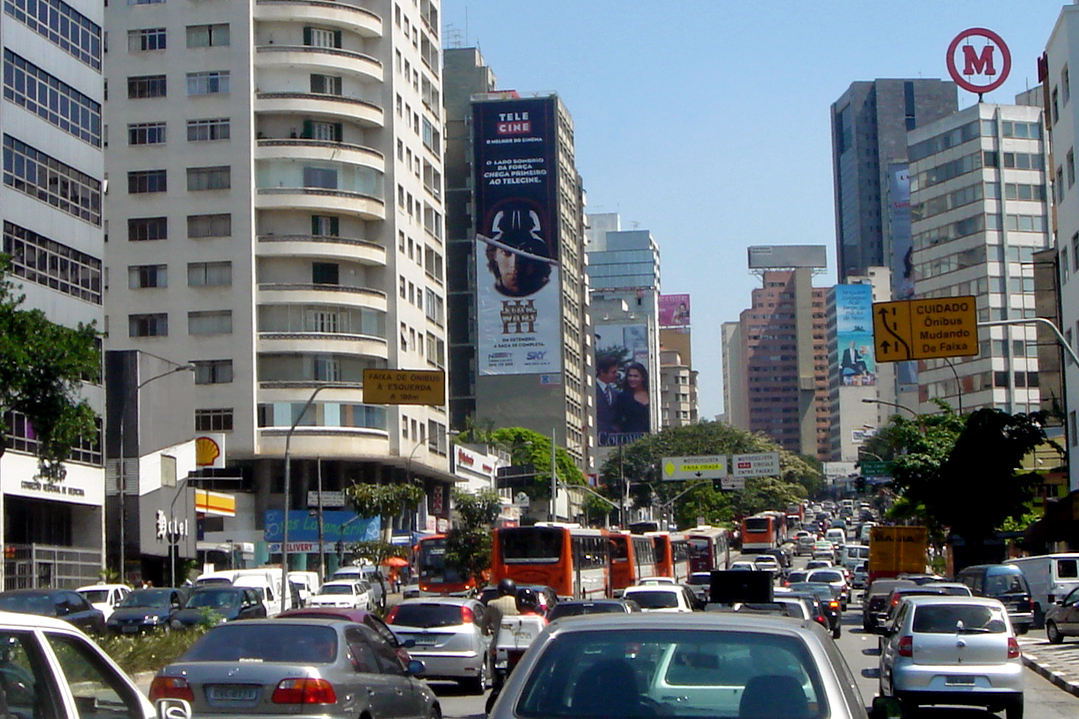
交通產生的道路噪音是城市噪音污染（例如在巴西聖保羅）的主要來源。

噪音污染（英語：Noise pollution）指的是噪音或聲音的傳播，對人類活動或是動物生命產生的各式影響，其中大部分在某種程度上均屬有害。世界上室外噪聲主要是由機器、交通運輸和傳播系統所產生。不良的都市計畫有造成/助長噪音污染的可能，例如住宅區受到其旁工業區的噪音影響。而住宅區內的噪音主要源自嘈雜音樂、交通運輸（公路、鐵路、飛機等）、草坪整理（割草機）、建築施工、家用發電機、風力發動機、爆炸聲（放爆竹）和人聲。
古羅馬時期即有與城市環境中噪音相關的記錄。研究顯示在美國，噪音污染問題在低收入和少數族裔社區中最為嚴重，而與家用發電機相關的噪音污染是許多開發中國家正出現的環境退化問題。
高噪音水準會對人類循環系統產生影響，並增加冠狀動脈疾病的發病率。對於動物，噪音會影響捕食者偵測，或是獵物迴避的能力，而增加死亡風險，也會干擾其繁殖和導航，並造成永久性聽力損失。人類在海洋產生大量噪音，但迄今大多數關於噪音影響的研究都集中在海洋哺乳動物身上，只有少數是針對魚類。科學家在過去幾年已轉向無脊椎動物，研究其對人為聲音的反應。這項研究非常重要，特別是由於無脊椎動物佔海洋物種中的75%，是海洋食物網中的重要來源。
因為城市噪音也會影響到不動產的價值，通常此類不動產又是擁有者的最大投資，噪音所產生的問題會成為公民政治中甚為嚴重的問題。

## 噪音污染對健康的影響

### 人類
噪音污染會對健康和行為產生影響。令人厭惡的聲音（噪音）會損害生理健康。噪音污染與多種健康狀況有關聯，包括心血管疾病、高血壓、高壓力、耳鳴、聽力損失、睡眠障礙和其他不良影響。根據一份在2019年對現有文獻的審查研究，噪音污染與認知能力加速下降有關聯。
根據歐洲環境署的估計，歐洲有1.13 億人受到高於55分貝的道路交通噪音影響，世界衛生組織（WHO）認為音量超過此閥值，會對健康有害。
當聲音干擾到睡眠或談話等活動，或是擾亂或降低個人生活品質時，會變得不受歡迎。長期暴露在高於85A加權分貝（dB(A)）的噪音時可能會發生聽力損失。把較少暴露於交通或工業噪音的迦納瑪邦部落人與典型的美國人作比較，顯示長期暴露於中等高水準環境噪音，是美國人損失聽力的主要原因。
曝露於工作場所的噪音也會導致聽力損失，以及產生其他健康問題。職業性聽力損失是美國及全世界最常見，與工作有關的疾病之一。
目前尚不清楚人類如何會主觀適應噪音。對噪音的容忍度通常與分貝水準無關。加拿大籍音樂家及環境論者默里·謝弗的音景研究在此方面具有開創性。在其著作中，他就人類如何在主觀層面上與噪音相處，以及這種主觀性如何受到文化的制約，提出令人信服的論點。謝弗指出，聲音是種力量的表達，因此物質文化通常會讓人偏好能產生巨響的引擎（例如跑車，或加上改裝排氣管的哈雷摩托車），這不僅是出於安全的考量，也是透過控制音景，發出特殊聲音來展現其具有的力量。 
噪音污染會對患有自閉症的成人和兒童產生負面影響。這類人可能會聽覺過敏（ASD，對聲音具有異常敏感性）。聽覺過敏的自閉症人士在嘈雜的環境會產生不愉快的情緒（例如恐懼和焦慮）和不舒服的身體感覺。這類人會避開有噪音污染的環境，但反過來又導致自己孤立，對生活品質產生負面影響。高性能汽車排氣管聲和汽車喇叭突然發出的巨響對罹患ASD的人士均為噪音污染。
根據WHO的說法，老年人會因噪音而出現心臟問題，其實兒童尤其容易受到噪音的影響，而且這類影響可能是永久性的。噪音對兒童的身心健康構成嚴重威脅，並會對兒童的學習和行為產生負面影響。 持續暴露於於噪音污染所產生的負面效果，清楚顯示維持環境健康，在保護兒童和老年人的健康是很重要的事。

### 野生動物
對於許多海洋生物而言，聲音是其探索周圍環境的主要手段（例如許多海洋哺乳動物和魚類使用聲音作導航、交流和覓食之用）。人為噪音會對動物產生不利影響，把捕食者的偵測和獵物的迴避之間的微妙平衡破壞，提高死亡風險，並干擾其用於交流，尤其是與繁殖、導航和回聲定位的聲音。這些影響之後會透過間接連鎖（“多米諾骨牌”）效應而改變群體內的更多互動。過度暴露於噪音會導致暫時或永久性聽力損失。
生活在喧鬧城市環境中的歐洲知更鳥較有可能在夜間唱歌，表明是因為那時較安靜，它們的信息更能清晰傳播。.同一項研究顯示，通常人們認為是因為光害的緣故而導致鳥兒在夜間唱歌，其實是日間噪音污染的影響更大。人為噪音已把新熱帶界城市公園中鳥類物種豐富度降低。
暴露在交通噪音中的斑胸草雀，會發生對伴侶忠誠度降低的現象。這種污染會透過選擇特定性狀、消耗本來用於其他活動的資源，而將種群的演化軌跡改變，產生深遠的遺傳和進化後果。
人類在海洋的活動，會在水下造成普遍的噪音污染，由於聲音在水中的傳播速度比在空氣中快，成為破壞海洋生態系統的主要來源，並對海洋生物（包括海洋哺乳動物、魚類和無脊椎動物）造成重大危害。曾經是平靜的海洋環境，由於船舶、石油鑽探、聲納設備和反射地震測試（主要為油氣探勘用途），甚至有水下核爆炸，而變得嘈雜和混亂。
貨船的螺旋槳和柴油發動機，會產生高噪音。這種噪音污染顯著提高低頻環境中的噪音水平，超過風所引起的。依靠聲音進行交流的海洋動物如鯨等，在多方面受到影響。較高的環境噪音也會迫使動物發出更大的聲音，這種現象稱為隆巴德效應。研究人員發現當座頭鯨的附近有活躍的低頻聲納時，其歌曲的時間會持續較久。 
水下噪音污染不僅限於海洋，也會發生在淡水環境。中國長江也檢測出有噪音污染，而導致江中的長江江豚瀕臨滅絕。一項針對長江噪音污染的研究，顯示音量已超過江豚的顳骨聽覺所能承受，對其生存構成重大威脅。
噪音污染可能導致某些種類的鯨豚，經暴露於軍用聲納的巨大聲音後發生擱淺而死亡。（參見海洋哺乳動物與聲納）甚至海洋無脊椎動物，如螃蟹 (普通濱蟹)，業經證明會受到船舶噪音的負面影響。人們注意到，較大的螃蟹比較小的螃蟹更易受到負面影響。但反復接觸這些聲音之後會導致順應的結果。

#### 無脊椎動物受影響的原因
有幾個導致無脊椎動物受人為噪音影響而發生超敏反應的原因。無脊椎動物已進化到可接收聲音，而其大部分生理機能都已能偵測到環境中的振動，其觸角或是毛髮可感知粒子的運動。海洋環境中產生的人為噪音（例如打樁和船舶活動），會造成粒子運動，而被無脊椎動物感知；這是近場刺激的例證。 
通過機械感知機構以偵測振動的能力在無脊椎動物和魚類中最為重要。哺乳動物也依靠可偵測壓力的耳朵來感知周圍的噪音。海洋無脊椎動物對噪音影響的感知與海洋哺乳動物並不相同。據報導，無脊椎動物可偵測到大範圍的聲音，但每個物種間的噪音敏感性差異很大。一般而言，無脊椎動物依賴的是10赫茲以下的頻率。大量的海洋噪音具有這種頻率。
因此，人為噪因不僅經常阻斷無脊椎動物間的交流，還會引起壓力，對生物系統功能產生負面影響。噪音對無脊椎動物的另種影響是許多群體在多種行為環境中會用到聲音。包括在受攻擊或躲避捕食者的情況下產生或感知的聲音。無脊椎動物也利用聲音來吸引或尋找配偶，經常會在求偶過程中用到聲音。

#### 在生理和行為反應中偵測到的壓力
許多關於無脊椎動物的研究，發現其暴露於噪音時會觸發生理或行為反應。大多數時候與壓力有關，由此而得海洋無脊椎動物能偵測並對噪音做出反應的具體證據。在對寄居蟹的研究已得大量的資訊。其中一項研究，發現本哈德寄居蟹在選擇殼的過程時，在受到噪音影響時會發生行為變化。
選擇適當的殼對寄居蟹的生存能力有很大幫助。這類殼可抵禦捕食者和高鹽度，以及維持濕度。但研究人員確定當有人為噪音時，寄居蟹在接近、調查和採用這類殼的時間會較短，此表明寄居蟹的評估和決策過程發生變化，雖然我們知道寄居蟹並無利用聽覺或機械感知機構來對殼做評估的能力。
在另一項針對本哈德寄居蟹和紫殼菜蛤身體對噪音的應激反應研究中。當暴露於不同類型的噪音時，紫殼菜蛤的瓣膜張開度發生顯著變化。寄居蟹會多次將殼從地面上抬起，並跑到殼外，對殼檢查，然後重返殼內。對寄居蟹試驗的結果在因果關係方面模棱兩可；必須進行更多的研究，以確其行為是否可歸因於噪音。
另一項證明無脊椎動物對噪音壓力反應的研究是針對長鰭近海魷魚，這類魷魚暴露在水底打樁的施工聲音中（這種施工會直接影響海床並產生強烈的基質和水傳播振動）。烏賊的反應是噴水逃離、噴墨汁、皮膚圖案變化和其他驚嚇反應。由於這類反應與其面對捕食者的反應相似，即表示烏賊最初將聲音視為威脅。但這類反應會在一段時間後減少，表明魷魚可能已經順應噪音。很明顯的是魷魚一開始受到壓力，雖然研究人員未做進一步調查，但他們懷疑也可能存有改變魷魚生存習慣的其他影響。 
有另一項針對中華白海豚所做因噪音暴露而產生的影響。由於在珠江三角洲的水下工程，海豚暴露在高水平的噪音環境中（特別是由世界上最大的振動式打樁機 - OCTA-KONG所產生）。研究顯示海豚發出的咔嗒聲未受影響，但它們聽覺可能受到打樁機聲音的掩蔽效應影響。來自OCTA-KONG的噪音連距離達3.5公里外的海豚也能偵測到，雖然未發現這種噪音會危及海豚的生命，但顯示長時間暴露在這種噪音下可能是造成聽覺損傷的原因。

### 對溝通的影響
陸地人為噪聲會影響蚱蜢利用聲音來吸引配偶。蚱蜢能否繁殖成功取決於它吸引交配夥伴的能力。被稱為Corthippus biguttulus的雄性蚱蜢通過摩擦聲發出求愛歌曲來吸引雌性。雌性發出的信號較短，主要是低頻和振幅的聲音以響應雄性的歌曲。研究發現這種蚱蜢會根據嘈雜的交通噪音改變其求偶聲。 Lampe和Schmoll兩位研究人員在2012發表的論文中，發現在安靜棲息地的雄性蚱蜢，其局部頻率最大值約為7,319赫茲。
相較之下，暴露在嘈雜交通噪音中的雄性蚱蜢可產生的最高局部頻率為7,622赫茲。蚱蜢產生較高的頻率，是防止背景噪音將其信號淹沒。這顯示人為噪音已對昆蟲的聲音信號發生干擾。應對噪音而發生類似的行為擾動、行為可塑性和種群數量變化，可能也發生在海洋無脊椎動物中，但仍需進行更多的實驗研究來確定。

### 對發育的影響
船舶發出的噪音已被證明會影響海兔的胚胎發育和健康。人為噪音可改變環境條件，繼而對無脊椎動物產生負面影響。胚胎可適應環境的正常變化，但有證據顯示它們無法很好適應噪音污染的影響。經研究，已確定船舶噪音對海兔生命早期階段和胚胎發育的影響。研究人員對法屬玻里尼西亞茉莉亞島附近海中海兔所做的研究，使用水中麥克風記錄下船的噪音，還錄製不包含船舶噪音的環境噪音。兩者相比，暴露於船隻噪音的海兔胚胎發育會減少21%。此外，新孵化的幼體死亡率增加22%。

### 對生態系統的影響
人為噪音會對無脊椎動物產生負面影響，而無脊椎動物對生態系統有重要的功能。沿海和大陸棚棲息地的波浪會產生各種自然水下聲音，以及不會對生態系統產生負面影響的生物通信信號。無脊椎動物行為的變化因人為噪音類型而異，與自然噪音景觀相似。
實驗研究蛤蜊 (Ruditapes philippinarum)、十足類動物 (Nephrops norvegicus) 和蛇尾 (Amphiura filiformis) 的行為和生理學，它們會受到類似航運和工程噪音的影響。這三種無脊椎動物暴露於連續寬帶噪聲和脈衝寬帶噪聲。人為噪聲會阻礙十足類動物的生物灌溉和掩埋行為，此外，這種動物還會表現出減少運動。菲律賓蛤仔經歷噪音壓力而會減少在海床遷移。人為噪音導致蛤蜊關閉它們的瓣膜並移動到沉積物 - 水界面上方的區域。這種遷移會抑制蛤蜊攪動沉積物頂層，而阻礙其經由懸浮物攝食的行為。名為Amphiura filiformis的蛇尾因噪音而產生生理變化，而導致生物擾動行為的不規則性。
這些無脊椎動物在海底生物界養分循環方面有重要作用。因此，當物種無法發揮自然行為時，生態系統就會受到負面影響。具有航道、疏浚或商業港口的地點會存在連續寬帶噪音。打樁和施工是脈衝寬帶噪聲的來源。不同類型的寬帶噪聲對不同種類的無脊椎動物及其在環境中的行為有不同的影響。
另一項研究發現長牡蠣（Magallana gigas）會對不同程度的聲音振幅水平和噪音頻率做不同程度的瓣膜關閉。牡蠣利用平衡囊來感知近場聲波振動。此外，它們的表面感受器可偵測到水壓變化。航運產生的聲壓波可低於200赫茲。打樁產生的噪音在20到1,000赫茲之間。大型爆炸會產生10至200赫茲的頻率。東沙穀米螺可偵測到這些噪音源，因為其感覺系統可偵測到10至<1,000赫茲範圍內的聲音。
人類活動產生的噪音已被證明會對牡蠣產生負面影響。研究顯示其寬而鬆弛的瓣膜表明牡蠣處於健康狀態。當牡蠣不那麼頻繁地打開瓣膜時，即表示周圍有環境噪音的壓力。這為牡蠣能偵測低聲能水平的噪音的說法提供支持。雖然我們普遍了解海洋噪音污染會影響鯨和海豚等巨型動物，但了解如牡蠣等無脊椎動物會受到人類發出聲音的影響，就可進一步了解人為噪音對整體生態系統的影響。眾人皆知水生生態系統使用聲音來導航、尋找食物和保護自己。 澳大利亞在2020年發生最嚴重的鯨豚大規模擱淺事件，專家認為噪音污染在此有重要作用。

## 噪音評估

### 噪音指標
研究人員根據壓力、強度和頻率來測量噪音。聲壓級 (Sound pressure level，SPL) 表示聲波傳播過程中相對於大氣壓的壓力值，會隨時間變化，這也稱為波幅的總和。以瓦特/平方米為單位的音強表示在特定區域流動的聲音。雖然聲壓和音強不同，但兩者都可把當前狀態與聽閾進行比較，而描述響度的高低，而產生分貝的對數尺度。這種對數尺度包含人耳可聽到的聲音範圍。

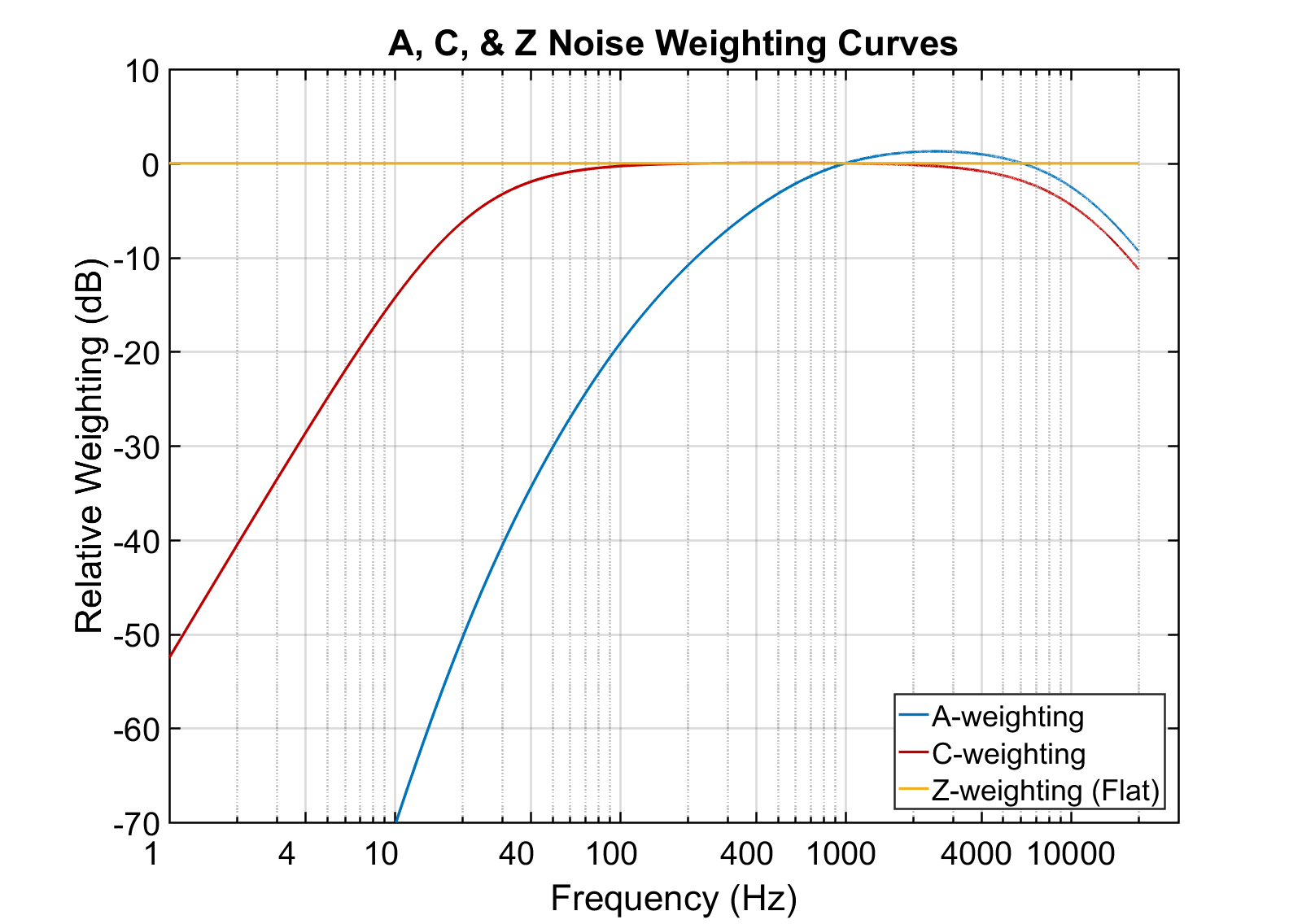
利用數學函數表達出不同加權頻率的曲線圖。

頻率（或稱音調）以赫茲 (Hz) 為單位，反映出每秒經由空氣傳播的聲波數量。人耳聽到的頻率範圍為20赫茲到20,000赫茲；但隨年齡增長，對較高頻率的敏感度會降低。一些生物，例如大象，可聽到0到20赫茲（次聲波）之間的頻率，而其他生物，例如蝙蝠，可辨識高於20,000赫茲（超音波）的頻率以進行回聲定位。.
研究人員使用不同的權重來解釋噪音頻率和強度（人類對相同的響度，振幅越高越容易聽到）。最常用的加權級別是A加權、C加權和Z加權。A加權反映的是頻率在20赫茲至20,000赫茲的聽力範圍，把更高的頻率賦予更多的權重，而為更低的頻率賦予更少的權重。C加權用於測量峰值聲壓或脈衝噪音，類似於職業環境中機械發出的響亮和短暫的噪聲。Z加權也稱為零加權，表示沒任何頻率權重的噪音水平。
Understanding sound pressure levels is key to assessing measurements of noise pollution. Several metrics describing noise exposure include:
了解聲壓級是評估噪音污染測量的關鍵。描述噪音暴露的幾個指標包括：
- A加權聲音的平均等效能量（簡稱LAeq）：用來測量給定時間段內恆定或連續噪音（例如道路交通）的平均聲能。[63]LAeq可依據一天中的時段進一步細分為不同類型的噪音；但傍晚和夜間的截止時間會因國家/地區而異，美國、比利時和紐西蘭的傍晚時間為19:00-22:00（7:00下午–10:00下午），夜間時間為22:00-7:00（10:00下午-7:00上午），大多數歐洲國家的傍晚時間為19:00-23:00（7:00下午-11:00下午），夜間時間為23:00-7:00（11:00下午-7:00上午）。[70]LAeq中的名詞包括：
  - 晝夜平均水平（英语：Day-night average level）（簡寫為DNL或LDN）：評估一年中24小時（24小時的Leq）的累積聲音暴露，並在給定的夜間噪音測量中增加10A加權分貝（因夜間對噪音的敏感度增加）。在美國、比利時和紐西蘭係根據以下公式計算而得：[71]

{\displaystyle L_{dn}=10\cdot \log _{10}{\frac {1}{24}}\left(15\cdot 10^{\frac {L_{day}}{10}}+9\cdot 10^{\frac {L_{night}+10}{10}}\right)}
- - 日-晚-夜平均水平（英语：Day-evening-night average level）（簡寫為DENL或Lden)：為歐洲國家常用的測量法，評估一年中24小時的平均值（類似於DNL），但此法把傍晚（4小時，19:00-23:00（7:00下午-11:00下午）與夜間（8小時，23:00-7:00（ 11:00下午-7:00上午）拆分開，並給晚上增加5分貝的權重，夜間增加10分貝的權重。由以下公式計算而得（歐洲大部分地區採用）：[63][70]

{\displaystyle L_{den}=10\cdot \log _{10}{\frac {1}{24}}\left(12\cdot 10^{\frac {L_{day}}{10}}+4\cdot 10^{\frac {L_{evening}+5}{10}}+8\cdot 10^{\frac {L_{night}+10}{10}}\right)}
- - 日間水平（簡稱LAeqD或Lday）：此測量評估日間噪音，通常從7:00-19:00（7:00上午-7:00下午），會因國家/地區而異。[71]
  - 夜間水平（簡稱LAeqN或Lnight）：此測量評估夜間噪音，由上述國家/地區的截止時間決定。
- 最大聲級（簡稱LAmax）：該測量值表示檢查點源或單個噪音事件時的最大噪音級，但此值沒把事件的持續時間列入考慮。[63][72]
- A加權的聲音暴露水平（簡稱SEL） ：此測量值表示特定事件的總能量。 SEL用於根據A加權聲音描述離散時間模擬。SEL和LAmax之間的區別在於SEL是在計算聲級時使用特定事件的多個時間點而得，而非僅含峰值。[63]
- 百分位衍生測量值（如L10、L50、L90等）：噪音可根據其在設定時間內的統計分佈來描述，調查人員可獲得任何百分位水平的值或分界點。L90是超過90%時間段內出現的聲級，通常被稱為背景噪音。[63]

美國國家公園管理局的研究人員發現，人類活動讓63%的受保護空間（如國家公園）的背景噪音水平增加一倍，而在21%的受保護空間中則增加十倍。對於後者，“如果你本來能聽到100英尺外的聲音，現在只能在距離10英尺時才能聽到。”

### 測量儀表

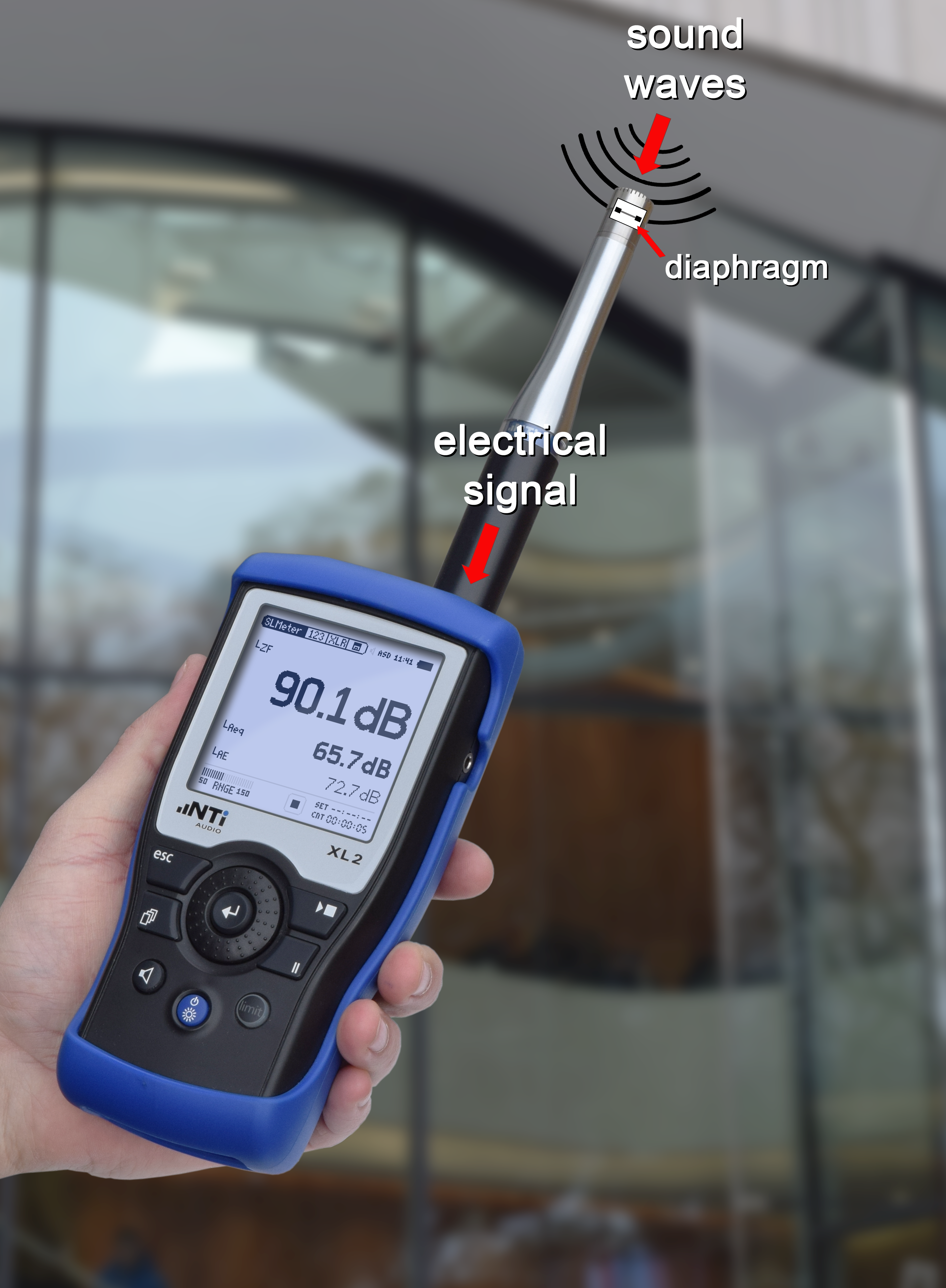
噪音儀是測量環境中及工作場所音量的主要工具。

#### 噪音儀
使用噪音儀可測量經空氣傳播的聲音，這是種由麥克風、放大器和計時器組成的裝置。噪音儀可測量不同頻率的噪音（通常是A加權和C加權聲級）。設有兩種響應時間常數：快速（時間常數 = 0.125秒，類似於人類的聽力）或慢速（1秒，用於計算廣泛變化聲級的平均值）。這類噪音儀均依國際電工委員會(IEC)和美國國家標準協會制定的0、1 或2類儀器的標準製作。
0型儀器不需達到與1型和2型相同的標準，科學家將之用作實驗室參考標準。類型1（精密）儀器用於測量捕獲聲音的精度，而類型2儀器於一般現場使用。類型1儀器的誤差範圍為 ±1.5分貝，而類型2儀器的誤差範圍為±2.3分貝。

#### 噪音計量計
也有供個人使用的噪音計量計。通常體積小、便於攜帶，用於測量職業環境中的個人暴露水平。這種計量計可監測整個工作班次中的聲級。此外，還可計算百分比聲級數量或時間加權平均值 (TWA)。 

#### 智慧型手機應用程式

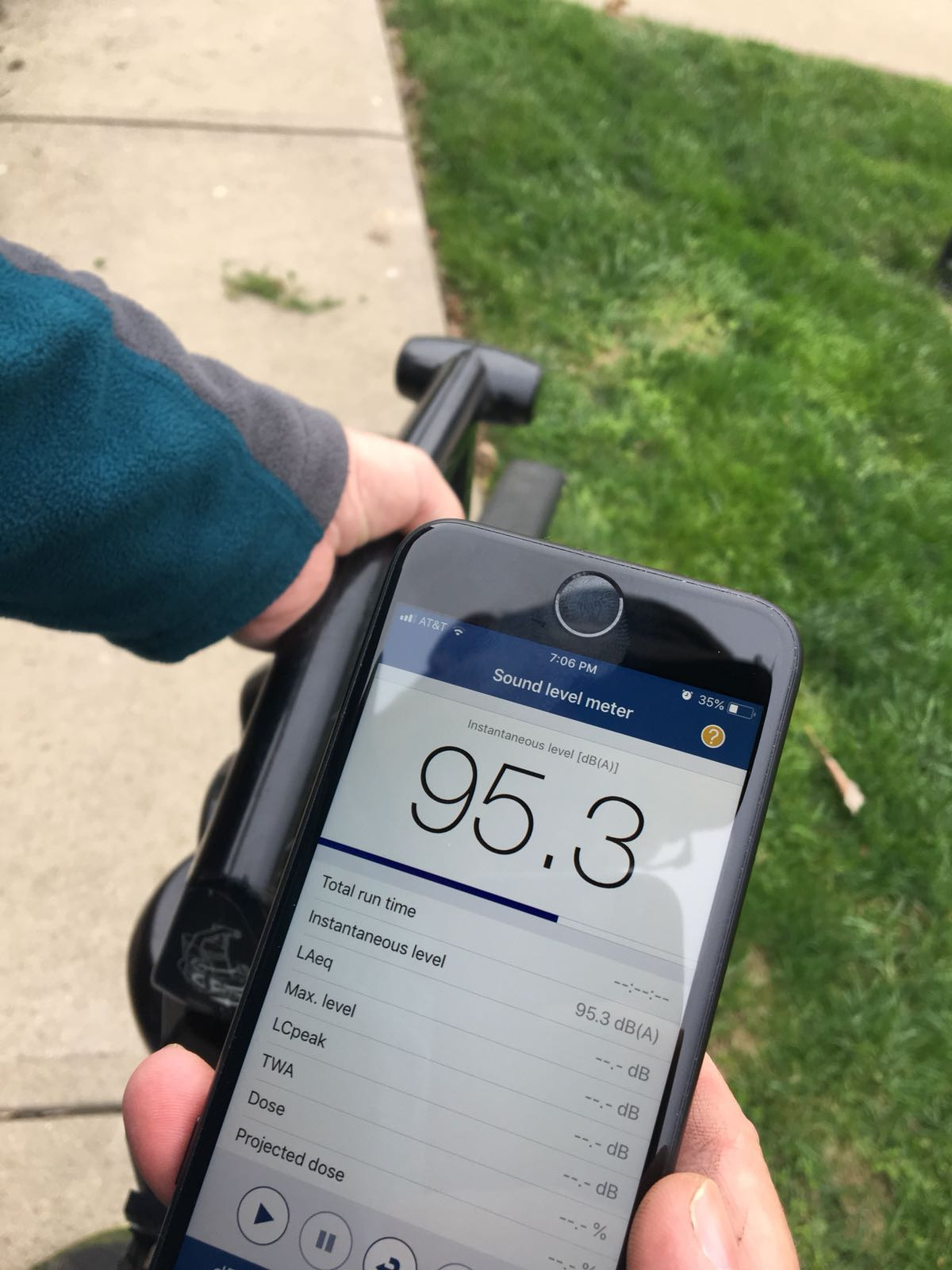
使用手機上的NIOSH噪音儀應用程式，測量吹葉機所產生的噪音。

科學家和音頻工程師在近年已開發出多種利用智慧型手機測量聲級的應用程式。美國疾病管制與預防中心 (CDC) 所屬的美國國家職業安全衛生研究所 (NIOSH) 在2014年檢驗過192種安裝在IPhone和Android智慧型手機上的聲音測試程式，並發表報告。
報告顯示只有10個應用程式（全部在蘋果App Store上供下載）符合所有設計標準。而在此10個應用程式中，只有4個符合2A加權分貝誤差的精度標準。NIOSH根據研究的結果，透過採用眾包數據建立精準的測量方式，而創建NIOSH噪音儀應用程式。這個程式符合ANSI S1.4和IEC 61672的標準。

## 噪音控制

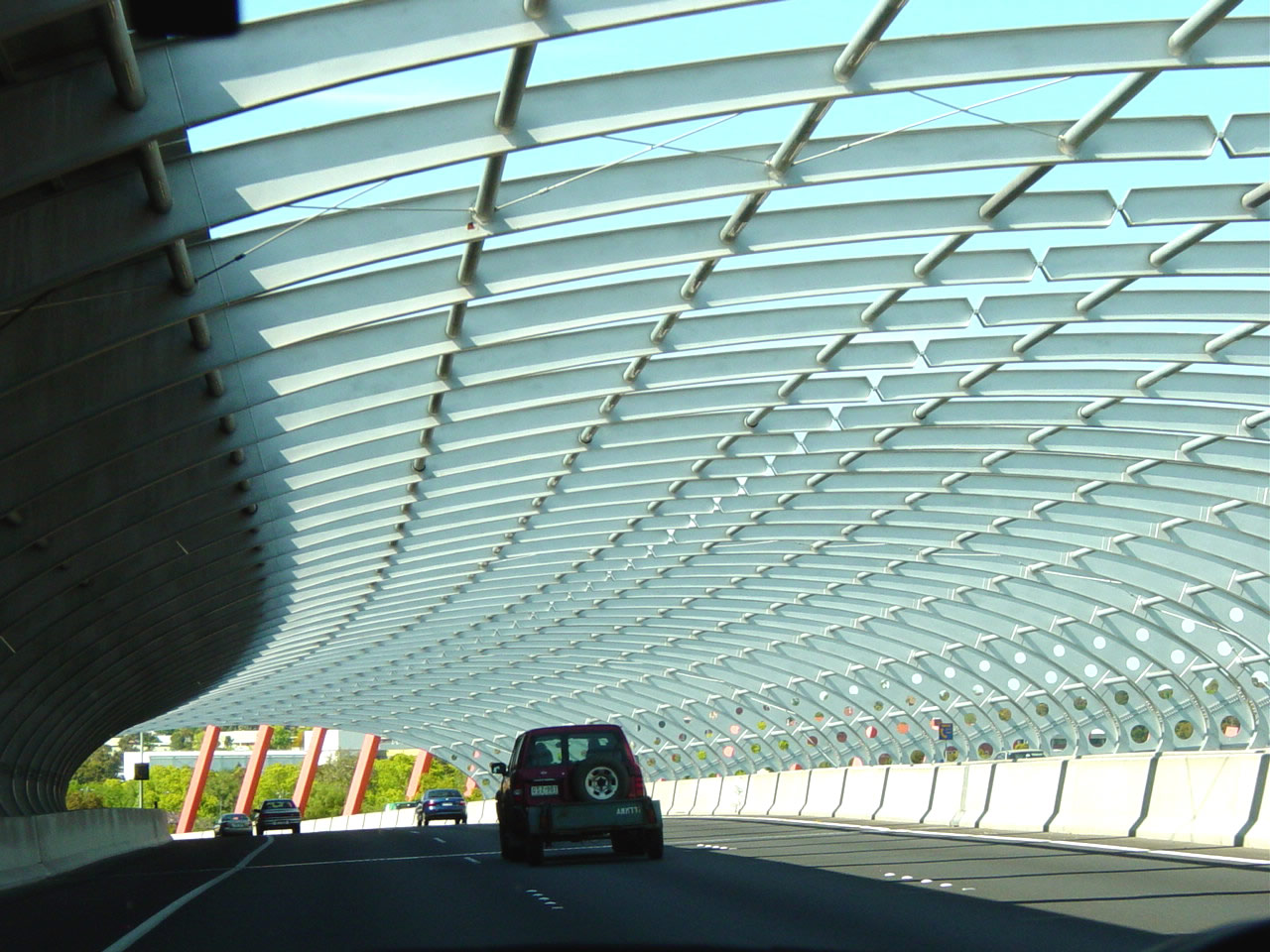
在澳大利亞墨爾本市內郊區弗萊明頓，經過當地的CityLink公路系統上的隔音隧道（sound tube），可阻絕道路噪音，不讓其滋擾到旁邊住宅區。

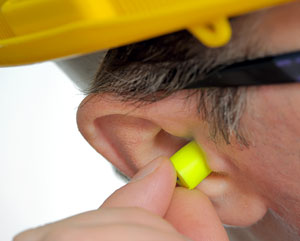
使用耳塞可減少受龐大聲量而傷害聽力。

減少環境或工作場所的噪音時，通常會採用危害控制層級的概念。工程學噪音控制可用於減少噪音傳播，以保護個人免受過度暴露。當噪音控制不可行或不充足時，個人也可採取保護自己免受噪音污染影響的措施。例如使用聽力保護裝置（例如耳塞或耳罩）來防護。
像Buy Quiet的倡議，就是促進購買更安靜的工具和設備，並鼓勵製造商設計更安靜的設備，以克服職業噪音曝露。
可利用妥善的都市計畫和更好的道路設計（參見道路噪音）來減輕道路和其他城市因素產生的噪音。可使用隔音牆、限制車速、改變道路表面紋理、限制重型貨車、使用交通控制來減少車輛制動和加速以及輪胎設計，而降低道路噪音。
處理道路噪音，可利用電腦模擬，根據當地地形、氣象、交通運作，輸入假設的緩解措施以觀察結果。如果在道路的規劃階段就列入解決方案，建設的成本可能就會不高。
使用更安靜的噴氣發動機可降低飛機噪音（參見飛機噪音污染）。改變飛行航線和飛機起降的時間均可達到降低噪音污染，而讓周遭居民受益（參見航空業對環境的影響#噪音）。

## 法律地位和規定

### 各國法規
在1970年代之前，各國政府傾向把噪音視為“滋擾”而非環境問題。
許多有關噪音所導致的衝突都是通過產生者和受害者之間協商來解決。升級處理程序因國家/地區而異，可能會配合地方當局（尤其是警方）採取的行動。

#### 埃及
埃及國家研究中心在2007年發現開羅市中心的平均噪音水平為90分貝，從未低過70分貝。 在1994年即頒布的噪音限制法律從未強制執行過。由德國軟體公司Mimi Hearing Technologies GmbH在2018年發佈的世界聽力指數（World Hearing Index ），開羅在世界上最嘈雜的城市中排名第二。

#### 印度
噪音污染是印度的一大問題。印度政府對爆竹和擴音器設有管制規範，但執法極為寬鬆。印度的慈善基金會阿瓦茲基金會自2003年以來即致力透過宣傳、公益訴訟、提高民眾意識和教育活動來控制各種噪音污染。現在印度城市的執法力度和嚴格程度有所提高，但農村地區仍頻繁受噪音污染的影響。
印度最高法院禁止在晚上10點後使用擴音器播放音樂。印度國家綠色法庭在2015年指示德里當局確保遵守噪音污染準則，稱噪音會產生嚴重的心理壓力，不能僅僅視為一種滋擾，但法律的執行情況仍然很差。

#### 瑞典
當今瑞典環境保護的一個主要問題是如何在不對產業造成太大衝擊的情況下降低噪音的傳播。瑞典工作環境管理局設定在聲音80分貝的曝露時間最長為8小時。在能夠舒適地交談的工作場所，背景噪音水平不應超過40分貝。瑞典政府同時採用隔音（如隔音牆）和吸音（主動降噪）的做法。

#### 英國
英國岩棉絕緣材料製造商ROCKWOOL Ltd根據地方當局依2000年信息自由法 (FOI) 要求而編制的數據顯示各地區議會在2008年至2009年期間收到315,838件關於私人住宅噪音污染的投訴。英國各地的環境衛生官員根據《反社會行為（蘇格蘭）法案》的條款，發出8,069份噪音控制通知或傳票。在過去12個月中，已核准沒收524件設備（包括強力擴音器、立體聲系統和電視機）。西敏市議會收到的人均噪音污染投訴數量超過英國任何其他地區，有9,814起，相當於每千名居民收到42.32起。按每1,000名居民的投訴，排名前10名的地區議會中有8個位於倫敦。

#### 美國
美國的《1972噪音控制法》立下一項國家政策，目的在為所有美國人創造一遠離危害其健康和福利的噪音環境。之前由美國國家環境保護局（EPA）所屬的噪音消除和控制辦公室負責協調所有聯邦噪音控制活動。EPA在1982年逐步取消此辦公室的經費，把規範噪因的主要責任轉移給州和地方政府。但《1972年噪音控制法》和《1978年安靜社區法（Quiet Communities Act of 1978 ）》並未被美國國會廢除，至今仍然有效，但基本上並沒經費支持。
NIOSH針對職業環境中的噪音暴露，提出建議曝露上限- 8小時時間加權平均值 (TWA，85A加權分貝的工作班表和140A加權分貝的脈衝噪音（瞬間事件，如猛擊或碰撞）。該機構在1972年發布建議（後來於1998年6月修訂），包括噪音來源、測量設備、聽力損失預防計劃和研究需求，作為預防職業性噪音相關聽力損失的方法。
美國勞工部所屬的職業安全與健康管理局 (OSHA) 發布強制性標準，以保護工人免受職業噪音危害。對於一個八小時的工作日，噪音的允許暴露限值 (PEL) 是90A加權分貝的時間加權平均值（TWA）。如果製造業和服務業的TWA大於85A加權分貝，雇主必須實施聽力保護計劃。
美國聯邦航空總署(FAA) 規定單架民用飛機可發出的最大噪音級以符合某些噪聲認證標準，而達到監管飛機噪音的目的。這些標準通過“階段”認定來設定最大噪音級的變化。美國噪音標準在聯邦規則彙編 (CFR) 第14章第36節（噪音標準：飛機類型和適航認證）中定義 。FAA還與航空業界合作開展飛機噪音控制計劃。FAA也建立一個程序讓任何受到飛機噪音影響的人均可提告。
聯邦公路管理局 (FHWA) 根據1970年聯邦補助公路法案的要求，制定控制道路噪音的法規。法規要求頒佈各種土地使用活動的交通聲級標準，並規範減少公路交通噪音和建築噪音的步驟。
在聯邦規則彙編第24章51節B部分所描述的美國住房及城市發展部（HUD）噪音標準包含有最低國家標準，以保護社區和居住地的公民免受過度噪音的影響。例如，所有噪聲暴露超過65分貝的晝夜平均水平 (DNL)的環境或社區即被視為受噪聲影響的區域，社區噪音水平在65至75分貝之間的被定義為“通常不可接受”區域，必須實施降噪的措施。DNL高於75分貝的地點被視為“不可接受的”，需經HUD助理部長的批准方可。
美國運輸部所屬的交通統計局創建一個網站，讓民眾可獲得國家和縣級飛機和道路的噪音數據。網站的目的在幫助城市規劃者、民選官員、學者和居民獲得最新的航空和州際公路的噪音信息。
美國各州和地方政府通常在建築規範、都市計畫和道路開發方面有非常具體的法規。噪音法律和條例因城市而異，在某些城市甚至並不存在。法令可能包含一般禁止產生令人厭惡的噪音的規定，或者可能針對一天中特定時間和特定活動，受到允許的噪音水平指南。噪音法將聲音分為三類。首先是環境噪聲，指與給定環境相關，包羅萬象的噪聲的聲壓。第二種是連續的噪音，可能是穩定的，也可能是波動的，但持續時間會超過一個小時。第三種是周期性變化的噪音，可能是穩定，或是波動的，但會以相當均勻的時間間隔重複出現。
紐約市於1985年制定第一個涵蓋廣泛的噪音法規。波特蘭噪音法規（Portland Noise Code）包括每次違規最高可處以5,000美元的罰款，此法規是美國和加拿大其他主要城市噪音條例的基礎。

### 世界衛生組織

#### 歐洲區
WHO歐洲區於1995年發布關於規範社區噪音的指南。隨後也發布其他版本的指南，最新版本於2018年發布。這項指南提供來自歐洲和世界其他地區關於非職業噪音暴露及其與身心健康結果的最新研究證據。指南為各種噪聲源（道路交通、鐵路、飛機、風力發動機）的晝夜平均水平和夜間平均水平提供限制和預防措施的建議。2018年版本，對休閒噪音的建議設有條件 - 基於一年中平均24小時期間的等效聲壓級，無夜間噪音的權重（LAeq，24小時）； WHO建議把限制設置為70A加權分貝。
| 噪音來源   | 日-晚-夜平均水平(Lden)建議 | 夜間水平 (Lnight)建議 |
| ---------- | -------------------------- | --------------------- |
| 道路交通   | 53 dB(A)                   | 45 dB(A)              |
| 鐵路       | 54 dB(A)                   | 44 dB(A)              |
| 飛機       | 45 dB(A)                   | 40 dB(A)              |
| 風力發動機 | 45 dB(A)                   | 無建議                |